# مركز يرميلوف
مركز يرميلوف (بالإنجليزية: Yermilov Centre)‏ هو مركز للفن المعاصر في خاركيف، أوكرانيا، افتتح في مارس 2012. سمي على اسم فنان خاركيف الشهير، ممثل الرائد الأوكراني فاسيل يرميلوف. مركز يرميلوف هو مساحة متعددة الوظائف لمشاريع المعارض والتفاعل بين الفنانين والقيمين والنقاد والباحثين. تشمل مجالات نشاط المركز مشاريع المعارض، والإقامات الفنية، والمشاريع التعليمية، والمحاضرات والمناقشات، والندوات، إلخ.

## مظهر وتصميم المركز
تم اقتراح التصميم الداخلي من قبل المهندسين المعماريين والمصممين في خاركيف إيغور أوستابينكو وإينا بيدان وأندريه خفوروستيانوف. تم إنشاء مركز Yermilov وافتتاحه بدعم من جمعية الخريجين والمعلمين وأصدقاء V.N. جامعة كارازين خاركوف الوطنية.

## الافتتاح والسنوات الأولى من التشغيل
في 22 مارس 2012، في عيد ميلاد فاسيلي إرميلو، تم الافتتاح الكبير لمركز معارض الفن المعاصر «مركز يرميلوف». وبهذه المناسبة، عُقد مؤتمر صحفي بمشاركة مديرة المركز ناتاليا إيفانوفا، ومديرة معرض بلدية خاركيف تاتيانا توماسيان، وفناني خاركيف بافلو ماكوف ورومان مينين.
المعرض الذي افتتح «مركز يرميلوف»، «البناء. من البنائية إلى المعاصرة. خاركيف القرنين العشرين والواحد والعشرين،» أصبح نوعًا من الجسر بين البنائين الطليعيين في بداية القرن الماضي والفنانين الأوكرانيين المعاصرين. أمينة المعرض: تاتيانا توماسيان.
يجمع المعرض أعمال كلاسيكيات فاسيلي يرميلوف وبوريس كوساريف وفناني خاركيف المعاصرين من ثلاثة أجيال: فيتالي كوليكوف وبافلو ماكوف وأرتيم فولوكيتين ورومان مينين وهاملت زينكوفسكي وألينا كليتمان.
إجمالاً، خلال السنة الأولى من وجوده، افتتح المركز ستة معارض للجمهور. من بينها معرض ألكسندر جنيليتسكي «GNILITSKY. شارع داروين» برعاية ليسيا زياتس وأوكسانا بارشينوفا، والمعرض الشخصي لفيكتور سيدورينكو «انعكاس في المجهول».
في عام 2013، أقيم معرض شخصي بعنوان «غير محترم. استعادي» بوريس ميخائيلوف، المصور المشهور عالميًا، الحائز على جائزة مؤسسة هاسيلبلاد المرموقة، ممثل مدرسة خاركيف للتصوير الفوتوغرافي. المنسقة: تاتيانا توماسيان.
في نفس العام، أقيم المعرض الأجنبي الأول «تراث وأسطورة فيكتور فاسارلي» في مركز يرميلوف بدعم من السفارة المجرية في أوكرانيا. تم تقديم أكثر من 100 عمل للفنان المجري الفرنسي، مؤسس الفن البصري (فن التشكيلي).
تميز عام 2014 بمشروعين للتعاون الدولي في آن واحد: «مسح سلوفينيا / ART» (المشاركون: رومان مينين، أليكسي يالوفيجا، أوليغ فينيك - شتيبي، فلاديسلاف بوندارينكو) بمبادرة من القنصلية الفخرية لجمهورية سلوفينيا ومعرض الملصق البولندي «ثروة الشكل، خصوبة الفكر» بالتعاون مع القنصلية العامة لجمهورية بولندا. بالإضافة إلى ذلك، أقيم مشروع تنظيمي كبير "Svoi"، والذي حضره National Industry، المعيار الأوروبي، GAZ، أندريه زيلينسكي، أوليغ تيستول، نيكولاي ماتسينكو، مارينا سكوجاريفا، رومان مينين، أليكسي ساي، يوري بيكول، بافيل كيريستي، زاكينتي جوروبيوف ويوري إيفانوف. القيمون الفنيون: AKM-14 (إيغور أبراموفيتش، سيرجي كانزيدال، ناتاليا ماتسينكو).
في عام 2015، استضاف المركز معرضًا للمهندس المعماري في خاركيف الشهير أوليغ دروزدوف "Terralogy"، والذي تألف من أربعة أقسام: «الكيمياء - الجغرافيا - الهندسة المعمارية»، «الوقت - الفضاء - الجغرافيا»، «الزمن - الكيمياء - الهندسة المعمارية»، و«العمارة - المناظر الطبيعية - الجغرافيا.»
كان المشروع الأجنبي الرئيسي لعام 2015 هو معرض «الواقعية الجديدة. التصوير الفوتوغرافي البولندي. الخمسينيات والستينيات». وقد ظهرت أعمال الفنانين البولنديين جيرزي ليوتشينسكي وماريك بياسيكي وتاديوس رولك وصوفيا ريديت وغيرهم. من المهم أنه بالإضافة إلى المعرض نفسه، تم عقد مؤتمر، حيث تحدث ممثلو المجالات العلمية والفنية البولندية والأوكرانية.